# ميشا ألويان
ميشا ألويان (الروسية: Алоян, Михаил Суренович) (مواليد 23 أغسطس 1988) هو ملاكم روسي، مثّل بلاده في الألعاب الأولمبية الصيفية في دورتي 2012 و2016.

## روابط خارجية
ميشا ألويان على موقع بوكس ريك (الإنجليزية) (registration required)
- ميشا ألويان على موقع اللجنة الأولمبية الدولية (الإنجليزية)
- ميشا ألويان على موقع أوليمبيديا (الإنجليزية)